# Tenga Rinpoché
Rinpoché
Lama Samten Nyima Döndrup
Tenga Rinpoché (Nangchen, Tibet, 6 août 1932, - 30 mars 2012, Kathmandou, Népal) est un lama de l'école karma-kagyu du bouddhisme tibétain. En 2010, il est un des trois enseignants seniors du 17e karmapa Orgyen Trinley Dorje.

## Biographie
Tenga Rinpoché est considéré comme la 3e incarnation de la lignée des Tenga Tulkous. Il a pour Yidam Tara blanche.
Né en 1932 au Kham, dans l'est du Tibet, il a été reconnu à l'âge de sept ans comme la réincarnation de Lama Samten, et a aussitôt commencé ses études. À 19 ans, il a reçu l'ordination complète et a poursuivi sa formation au monastère de Benchen, puis à Palpung, sous la direction du 9e Sangyé Nyenpa Rinpoché, et des précédents Taï Sitou Rinpoché (Pema Wangchuk Gyalpo) et Jamgon Kongtrul Rinpoché (Karsé Kongtrul).
Il a étudié la philosophie et les rituels tantriques, et a également appris la médecine tibétaine traditionnelle de son oncle. Il est aussi un expert en peinture, mandala et sculpture.
En 1959, il quitte Benchen pour rejoindre Lhassa. Après le départ du 14e dalaï-lama à la suite du soulèvement tibétain de 1959, il quitte le Tibet avec Dilgo Khyentse Rinpoché et le frère de Dilgo Khyentse, le 9e Sangyé Nyenpa Rinpoché. Après avoir passé un an et demi à Kalimpong en Inde, il s´est établi au monastère de Rumtek au Sikkim, siège du karmapa en exil. Il y a servi le 16e karmapa pendant 17 ans, tenant le rôle de Dordjé Lopeun (Maître de cérémonies) pendant 9 ans. En 1974, il a accompagné le 16e karmapa lors de son premier voyage en Amérique et en Europe.
Après 1976, Tenga Rinpoché s'installe à proximité de Swayambunath, au Népal, où il a fondé le monastère de Benchen Puntsok Dargyeling. Il dirige également un centre de retraite à Pharping, lieu sacré proche de Katmandou. Depuis 1978, il visite souvent l'Europe. Tenga Rinpotché est l'un des derniers maîtres de méditation, détenteur de la lignée ininterrompue de la tradition karma-kagyu.
Tenga Rinpoché reconnaît Orgyen Trinley Dorje comme étant le 17e karmapa. Il lui a notamment rendu visite à Tsourphou, au Tibet, en 1993.
Il visite en France régulièrement et donne des enseignements à Kagyu-Dzong et Vajradhara-Ling,.
Le 21 septembre 2003, il posa la première pierre du Temple pour la Paix en Normandie.
En décembre 2010, il est un des lamas kagyu invités lors du 900e anniversaire de la lignée du karmapa célébré à Bodhgaya en Inde. Le 17e karmapa y conduit une cérémonie de longue vie pour lui et ses deux autres enseignants seniors.
Le 30 mars 2012, il est mort en état de méditation (Thugdam), qu'il maintint jusqu'au 3 avril.
Le 4 juin 2012, le 17e karmapa expliqua qu'il avait discuté avec Tenga Rinpoché de sa réincarnation il y a plusieurs années, quand il est venu lui rendre visite au monastère de Gyuto. Tenga Rinpoche avait remarqué qu'il ne se réincarnerait sans aucun doute pas au Tibet, mais plutôt plus près du Karmapa pour faciliter le contact avec lui. Le 16 janvier 2014, il appela les moines du monastère de Benchen et de Pharping, déclara que Tenga Rinpoché avait été clair sur ce point. Le karmapa eut une vision claire lui indiquant que Tenga Rinpoché entrerait dans ce monde dès que la construction des deux stupas serait terminée, et leur suggéra de pratiquer avec continuité jusqu'à sa renaissance, proche géographiquement, ce qui pourrait correspondre au Népal, au Bhoutan ou à l'Inde. En mars 2014, il fut annoncé au karmapa que la construction des deux stupas au monastère de Benchen et au centre de retraite de Parphing au Népal était terminée. Elles furent consacrées les 26 et 31 mars par Sangye Nyenpa Rinpoché et d'autres Rinpochés.
Nyima Döndrup, le yangsi (réincarnation) du précédent Tenga Rinpoché est né le 14 décembre 2014, au Népal. Il a été découvert en 2017 suivant les indications du 17e karmapa qui le rencontra le 21 mars 2017 à Bodhgaya pour une cérémonie au monastère de Tergar.

#### Écrits traduits et mis en pages parKarma Sangyé Tènzin
traducteur de Tènga Rinpoché et Sangyé Nyènpa Rinpoché pour la France
1. Hommage à Kyabjé Tenga Rinpoché, livret de photos et textes incluant sa biographie et celles de ses deux prédécesseurs, ainsi que différents textes, dont les trois référencés ci-après et un Gourou Yoga du Karmapa composé par Tènga Rinpoché. Document pdf pouvant être téléchargé.
2. Souhaits de prompt retour, avec tibétain, translitération et traduction. Composition de Karmapa XVII Orgyèn Trinlé Dordjé. Document pdf pouvant être téléchargé.
3. Souhaits de prompt retour, avec tibétain, translitération et traduction. Composition de Sangyé Nyènpa Rinpoché. Document pdf pouvant être téléchargé.
4. Prières de retrouvailles, en français.  Composition de Kyabjé Tènga Rinpoché. Document pdf pouvant être téléchargé.

autres liens :
- Prière de prompt retour, adressée à Tenga Rinpoché, par Orgyen Trinley Dorje, le 17e karmapa, 4 avril 2012
- (en) Site web de Tenga Rinpoché
- (en) Tenga Rinpoché, rigpawiki.org

Vidéo

#### Vidéos traduites et sous-titrées parKarma Sangyé Tènzin
traducteur de Tènga Rinpoché et Sangyé Nyènpa Rinpoché pour la France
1. 'The Visual Presence that Liberates by Sight', sous-titrage français, vidéo (11 min 24 s) faite par Lama Shérab Wanchuk, secrétaire personnel de Kyabjé Tènga Rinpoché, au monastère de Bènchèn Püntsok Ling (Kathmandu, Svayambhu) environ 48h après l'arrêt de sa respiration. Les prières de souhaits sont dirigées par Sangyé Nyènpa Rinpoché et Sangtèr Tulkou Rinpoché. Une vingtaine des plus anciens et plus proches disciples de Tènga Rinpoché y participent alors que celui-ci (cf. à partir de 9 min 39 s) demeure en situation de thouk-dam, l'état méditatif en lequel un yogi qualifié vainc la mort par confrontation-reconnaissance de la claire lumière fille (tib. 'od gsal bu) – issue de ses méditations sur le yidam faites de son vivant –, et de la claire lumière mère (tib. 'od gsal ma), c'est-à-dire la claire lumière naturelle qui jaillit soudain alors qu'il entre dans le Bardo de la Dharmatā au sortir de l'effondrement physiologique de sa personne. Réalisant pleinement le sens de cette expérience, un tel yogi, devenu maintenant un parfait éveillé, acquiert la capacité de se maintenir post-mortem dans cette claire lumière fondamentale durant plusieurs jours. Tènga Rinpoché y demeura trois jours et demi sans que son corps ne vacille le moins du monde.
2. 'The Visual Presence that Liberates by Sight', idem ci-dessus mais avec sous-titrage en tibétain de tous les textes récités.
3. 'Hommage à Tènga Rinpoché'. Environ une année après que les événements ci-dessus se soient produits, le service public de la télévision française (France 2) dédia un programme à la mémoire de ce grand maître dans le cadre de l'émission Sagesses Bouddhistes diffusée le 3 février 2013.
4. 'Tènga Rinpoché parle de la bodhicitta', cette détermination suprême qui, au sein des sentiers du Mahāyāna comme du Vajrayāna, est exaltée par le pratiquant. Dès lors, celui-ci délaisse la quête d'un éveil individuel au profit d'une aspiration à la libération universelle.

autres vidéos :
- Tenga Rinpoche
- partie 1
- partie 2
- partie 3